# SG-1262 Schwebegestell
De door Focke-Wulf (VFW) gebouwde SG-1262 Schwebegestell werd gebruikt om testen uit te voeren ten behoeve van fundamenteel onderzoek naar de besturing van V/STOL-vliegtuigen. De bevindingen werden toegepast in de VFW VAK191B, VJ101C en Dornier Do 31.
De besturing bestond uit een Fly-by-Wire-systeem met mechanische terugkoppelsystemen.
Na de eerste vlucht in 1966 vonden er 200 vluchten plaats tot de uitdienstname in augustus 1969.
Het toestel bestaat nog en is te zien in de Wehrtechnische Studiensammlung Koblenz.

## Specificaties
- Bemanning: 1 - vlieger
- Max take-off gewicht: 4180 kg
- Motoren: 5 × Rolls-Royce RB108, met elk 9kN stuwkracht
- Max snelheid: 75 km/h
- Plafond: 200 m
- Actieradius: nvt
- Max vliegduur: 12 minuten
- Bouwjaar: 1966